# Trocholejeunea crassicaulis
Trocholejeunea crassicaulis là một loài Rêu trong họ Lejeuneaceae. Loài này được (Stephani) Mizut. miêu tả khoa học đầu tiên năm 1989.